# Бойко Микола Трифонович
Микола Трифонович Бойко (11 вересня 1935 — 2001, село Сморжів, нині Шептицького району Львівської області) — український радянський діяч, голова колгоспу «Прогрес» села Сморжів Радехівського району Львівської області. Герой Соціалістичної Праці (7.07.1986). Заслужений працівник сільського господарства Української РСР.

## Біографія
Народився в селянській родині.
Трудову діяльність розпочав механіком Цуманської машинно-тракторної станції (МТС) Волинської області.
Член КПРС.
Працював бригадиром польової бригади колгоспу «Ленінський шлях» Володимир-Волинського району, обирався секретарем партійної організації колгоспу імені Калініна Володимир-Волинського району Волинської області.
Закінчив сільськогосподарський інститут, агроном.
До 1970 року — головний агроном, голова колгоспу «Нове життя» села Стремільче Радехівського району Львівської області.
З 1970 року — голова укрупненого колгоспу «Прогрес» села Сморжів Радехівського району Львівської області.
Указом Президії Верховної Ради СРСР від 7 липня 1986 року за видатні виробничі досягнення, успішне виконання завдань одинадцятої п'ятирічки та соціалістичних зобов'язань і виявлену трудову доблесть, Миколі Трифоновичу Бойку присвоєно звання Героя Соціалістичної Праці з врученням ордена Леніна і золотої медалі «Серп і Молот».
Потім — на пенсії в селі Сморжів Радехівського району Львівської області.

## Нагороди
- Герой Соціалістичної Праці (7.07.1986);
- два ордени Леніна (7.07.1986);
- орден Трудового Червоного Прапора;
- медалі;
- Заслужений працівник сільського господарства Української РСР.